# World Cup of Darts 2015
De PDC World Cup of Darts 2015 was de vijfde editie van de PDC World Cup of Darts, een toernooi waarin de 32 hoogstgeplaatste landen op de wereldranglijst een koppel afvaardigen. Engeland won het toernooi voor de derde keer door Schotland in de finale met 3-2 te verslaan.

## Deelnemende teams
Geplaatste landen
| Rang | Land          | Top twee geplaatste spelers                |
| ---- | ------------- | ------------------------------------------ |
| 1    | Engeland      | Phil Taylor & Adrian Lewis                 |
| 2    | Schotland     | Gary Anderson & Peter Wright               |
| 3    | Nederland     | Michael van Gerwen & Raymond van Barneveld |
| 4    | Australië     | Simon Whitlock & Paul Nicholson            |
| 5    | België        | Kim Huybrechts & Ronny Huybrechts          |
| 6    | Noord-Ierland | Brendan Dolan & Mickey Mansell             |
| 7    | Wales         | Mark Webster & Jamie Lewis                 |
| 8    | Oostenrijk    | Mensur Suljović & Rowby-John Rodriguez     |
| 9    | Duitsland     | Jyhan Artut & Max Hopp                     |
| 10   | Ierland       | Connie Finnan & William O'Connor           |
| 11   | Canada        | John Part & Ken MacNeil                    |
| 12   | Spanje        | Cristo Reyes & Toni Alcinas                |
| 13   | Gibraltar     | Dyson Parody & Manuel Vilerio              |
| 14   | Zuid-Afrika   | Devon Petersen & Graham Filby              |
| 15   | Zweden        | Magnus Caris & Daniel Larsson              |
| 16   | Japan         | Haruki Muramatsu & Morihiro Hashimoto      |

Ongeplaatste landen
| Land             | Top twee geplaatste spelers                 |
| ---------------- | ------------------------------------------- |
| China            | Jun Chen & Xuejie Huang                     |
| Tsjechië         | Michal Kocik & Pavel Jirkal                 |
| Denemarken       | Per Laursen & Per Skau                      |
| Finland          | Kim Viljanen & Marko Kantele                |
| Hongkong         | Scott MacKenzie & Royden Lam                |
| Hongarije        | Nándor Bezzeg & Gabor Takacs                |
| India            | Ashfaque Sayed & Nitan Kumar                |
| Italië           | Daniele Petri & Marco Brentegani            |
| Nieuw-Zeeland    | Rob Szabo & Warren Parry                    |
| Noorwegen        | Robert Wagner & Vegar Elvevoll              |
| Filipijnen       | Lourence Ilagan & Gilbert Ulang             |
| Polen            | Tytus Kanik & Mariusz Paul                  |
| Rusland          | Boris Koltsov & Aleksej Kadotsjnikov        |
| Singapore        | Paul Lim & Harith Lim                       |
| Thailand         | Thanawat Gaweenuntawong & Attapol Eupakaree |
| Verenigde Staten | Darin Young & Larry Butler                  |

## Eerste ronde
- Best of 9 legs

| Team 1            | Uitslag | Team 2           |
| ----------------- | ------- | ---------------- |
| Spanje (12)       | 5-0     | Noorwegen        |
| Japan (16)        | 5-0     | China            |
| Oostenrijk (8)    | 5-2     | Tsjechië         |
| Gibraltar (13)    | 5-2     | Italië           |
| België (5)        | 5-1     | Filipijnen       |
| Engeland (1)      | 5-0     | Denemarken       |
| Duitsland (9)     | 5-0     | India            |
| Australië (4)     | 5-1     | Rusland          |
| Canada (11)       | 4-5     | Nieuw-Zeeland    |
| Zweden (15)       | 2-5     | Hongarije        |
| Wales (7)         | 3-5     | Hongkong         |
| Ierland (10)      | 5-0     | Polen            |
| Noord-Ierland (6) | 5-2     | Thailand         |
| Schotland (2)     | 5-1     | Singapore        |
| Nederland (3)     | 5-2     | Verenigde Staten |
| Zuid-Afrika (14)  | 5-4     | Finland          |

## Tweede ronde
- De eerste die twee wedstrijden wint gaat door.
- Bij een stand van 1–1 spelen de teams een koppelwedstrijd
- Best of 7 legs

| België           | Spanje       | Legs | Punten |
| ---------------- | ------------ | ---- | ------ |
| Ronny Huybrechts | Cristo Reyes | 4-1  | 1-0    |
| Kim Huybrechts   | Toni Alcinas | 4-1  | 1-0    |
| Totaal :         | Totaal :     | 8-2  | 2-0    |

| Australië      | Gibraltar      | Legs | Punten |
| -------------- | -------------- | ---- | ------ |
| Simon Whitlock | Dyson Parody   | 4-0  | 1-0    |
| Paul Nicholson | Manuel Vilerio | 4-3  | 1-0    |
| Totaal :       | Totaal :       | 8-3  | 2-0    |

| Noord-Ierland  | Nieuw-Zeeland | Legs | Punten |
| -------------- | ------------- | ---- | ------ |
| Brendan Dolan  | Rob Szabo     | 4-1  | 1-0    |
| Mickey Mansell | Warren Parry  | 4-0  | 1-0    |
| Totaal :       | Totaal :      | 8-1  | 2-0    |

| Hongkong        | Ierland           | Legs | Punten |
| --------------- | ----------------- | ---- | ------ |
| Royden Lam      | William O'Connor  | 4-1  | 1-0    |
| Scott MacKenzie | Connie Finnan     | 3-4  | 0-1    |
| Lam & MacKenzie | O'Connor & Finnan | 4-3  | 1-0    |
| Totaal :        | Totaal :          | 11-8 | 2-1    |

| Schotland     | Hongarije     | Legs | Punten |
| ------------- | ------------- | ---- | ------ |
| Gary Anderson | Nándor Bezzeg | 4-2  | 1-0    |
| Peter Wright  | Gabor Takacs  | 4-0  | 1-0    |
| Totaal :      | Totaal :      | 8-2  | 2-0    |

| Nederland             | Zuid-Afrika    | Legs | Punten |
| --------------------- | -------------- | ---- | ------ |
| Michael van Gerwen    | Graham Filby   | 4-0  | 1-0    |
| Raymond van Barneveld | Devon Petersen | 4-1  | 1-0    |
| Totaal :              | Totaal :       | 8-1  | 2-0    |

| Engeland     | Japan              | Legs | Punten |
| ------------ | ------------------ | ---- | ------ |
| Phil Taylor  | Haruki Muramatsu   | 4-0  | 1-0    |
| Adrian Lewis | Morihiro Hashimoto | 4-1  | 1-0    |
| Totaal :     | Totaal :           | 8-1  | 2-0    |

| Oostenrijk           | Duitsland   | Legs | Punten |
| -------------------- | ----------- | ---- | ------ |
| Rowby-John Rodriguez | Jyhan Artut | 3-4  | 0-1    |
| Mensur Suljović      | Max Hopp    | 2-4  | 0-1    |
| Totaal :             | Totaal :    | 5-8  | 0-2    |

## Kwartfinale
- De eerste die twee wedstrijden wint gaat door.
- Bij een stand van 1–1 spelen de teams een koppelwedstrijd
- Best of 7 legs

| België                        | Australië            | Legs | Punten |
| ----------------------------- | -------------------- | ---- | ------ |
| Ronny Huybrechts              | Simon Whitlock       | 2-4  | 0-1    |
| Kim Huybrechts                | Paul Nicholson       | 4-3  | 1-0    |
| R. Huybrechts & K. Huybrechts | Whitlock & Nicholson | 4-2  | 1-0    |
| Totaal :                      | Totaal :             | 10-9 | 2-1    |

| Schotland     | Hongkong        | Legs | Punten |
| ------------- | --------------- | ---- | ------ |
| Gary Anderson | Royden Lam      | 4-2  | 1-0    |
| Peter Wright  | Scott MacKenzie | 4-2  | 1-0    |
| Totaal :      | Totaal :        | 8-4  | 2-0    |

| Engeland     | Duitsland   | Legs | Punten |
| ------------ | ----------- | ---- | ------ |
| Phil Taylor  | Jyhan Artut | 4-1  | 1-0    |
| Adrian Lewis | Max Hopp    | 4-0  | 1-0    |
| Totaal :     | Totaal :    | 8-1  | 2-0    |

| Noord-Ierland   | Nederland                  | Legs | Punten |
| --------------- | -------------------------- | ---- | ------ |
| Brendan Dolan   | Michael van Gerwen         | 2-4  | 0-1    |
| Mickey Mansell  | Raymond van Barneveld      | 4-3  | 1-0    |
| Dolan & Mansell | Van Gerwen & Van Barneveld | 0-4  | 0-1    |
| Totaal :        | Totaal :                   | 6-11 | 1-2    |

## Halve finale
- De eerste die twee wedstrijden wint gaat door.
- Bij een stand van 1–1 spelen de teams een koppelwedstrijd
- Best of 7 legs

| Engeland     | België           | Legs | Punten |
| ------------ | ---------------- | ---- | ------ |
| Phil Taylor  | Ronny Huybrechts | 4-3  | 1-0    |
| Adrian Lewis | Kim Huybrechts   | 4-2  | 1-0    |
| Totaal :     | Totaal :         | 8-5  | 2-0    |

| Schotland         | Nederland                  | Legs | Punten |
| ----------------- | -------------------------- | ---- | ------ |
| Peter Wright      | Michael van Gerwen         | 3-4  | 0-1    |
| Gary Anderson     | Raymond van Barneveld      | 4-1  | 1-0    |
| Wright & Anderson | Van Gerwen & Van Barneveld | 4-1  | 1-0    |
| Totaal :          | Totaal :                   | 11-6 | 2-1    |

## Finale
- De eerste die drie wedstrijden wint, wint het toernooi.
- Best of 7 legs

| Engeland       | Schotland         | Legs  | Punten |
| -------------- | ----------------- | ----- | ------ |
| Phil Taylor    | Peter Wright      | 4-0   | 1-0    |
| Adrian Lewis   | Gary Anderson     | 1-4   | 0-1    |
| Taylor & Lewis | Wright & Anderson | 4-3   | 1-0    |
| Phil Taylor    | Gary Anderson     | 1-4   | 0-1    |
| Adrian Lewis   | Peter Wright      | 4-1   | 1-0    |
| Totaal :       | Totaal :          | 14-12 | 3-2    |

### Kampioen
|                    |
| Vlag van Engeland  |
| ENGELAND 3de titel |

2010 · 
2012 · 
2013 · 
2014 · 
2015 · 
2016 · 
2017 ·
2018 ·
2019 ·
2020 ·
2021 ·
2022 ·
2023 ·
2024 ·
2025